# Karl Bergmann
Pour les articles homonymes, voir Karl Bergmann (homme politique) et Bergmann.
Karl August Bergmann, né le 15 novembre 1882 à Bergen et décédé le 16 juin 1964 dans la même ville, est un acteur, metteur en scène et directeur de théâtres norvégien. Il a travaillé plusieurs années à Den Nationale Scene à Bergen, y compris en qualité de directeur.

## Biographie
Fils du coiffeur Carl Pedersen (1835–91) et d'Alida Bergmann (1847–93), Karl August Bergmann naît le 15 novembre 1882 à Bergen. En 1906, Karl Bergmann épouse l'actrice Lilly Catharine Bergmann (née Thomsen, en 1883),.

### Carrière sur les planches
Karl Bergmann débute le 27 mars 1901 au Secondteatre à Oslo. La même année, il part à Bergen et  se produit à Den Nationale Scene (1909), où il est employé plus tard (1912) comme professeur de théâtre mais également en tant que metteur en scène et, de 1931 à 1934, en qualité de directeur.
Son talent s'exerce aussi bien dans le répertoire tragique, dans des rôles dramatiques comme Rosmer dans Rosmersholm et le rôle-titre dans John Gabriel Borckman, que sous des formes de comédie comme Daniel Heire dans De unges Forbund (L'Union des jeunes) de Hendrik Ibsen, ainsi que les figures de Ludvig Holberg comme Erasmus Montanus et de Vielgeschrey dans Den stundesløse (« Le Temps sans fin »). Karl Bergmann met en scène plusieurs pièces de Holberg, à la fois à Bergen avec Den Nationale Scene et, en tant qu'invité, à Oslo sur les planches du Théâtre national. Dans la comédie berguénoise de Hans Wiers-Jenssen, Jan Herwitz, il joue le rôle central de Böschen jusqu'aux dernières années de sa vie.

### Responsabilités
De 1921 à 1924, Karl Bergmann occupe le poste de directeur du Stavanger Teater. Après s'y être produit, Il dirige Den Nationale Scene de 1931 à 1934. En 1942, à la demande des salariés du théâtre, Karl Bergman prend l'intérim de la direction du Trøndelag Teater, à la suite de l'internement et de l'exécution par l'occupant allemand du premier directeur, Henry Gleditsch.

### Autres activités
Au cinéma, il joue le rôle du douanier Reincke dans le film biographique Gjest Baardsen (1939) de Tancred Ibsen,,,.
Il publie également un roman, un spectacle et quelques poèmes. Dans les dernières années de sa vie, il écrit plusieurs articles dans Bergens Tidende.
Karl Bergmann décède le 16 juin 1964 à Bergen.

## Œuvre

### Œuvres publiées
- 1898-1901 : Dikt og småfortellinger i Urd og Husmoderen (« poèmes et nouvelles des pays d'Urd et de Husmoderen »)[3]

- 1905 : Livsveie (roman), Copenhague[3]

- 1911 : Kampen. Skuespil i fire akter, pièce en quatre actes, représentée au DNS de Bergen[3].

- 1960-62 : Der var en gang.... (« Il était une fois... »), chronique d'articles commémoratifs du journal Bergens Tidende[3].

### Manuscrits non publiés
Snehvide – Billeder fra eventyrbogen i 6 afdelinger (« Blanche-Neige : tableaux du livre d'aventures en six parties »), pièce de théâtre pour enfants, jouée sur les planches de Den Nationale Scene en 1914 et 1932.